# Dragon Quest IV: Chapters of the Chosen
Dragon Quest IV – komputerowa gra fabularna stworzona przez Chunsoft i wydana przez Enix na platformę Nintendo Entertainment System w 1990 roku. W późniejszym okresie wydano wersje na PlayStation i Nintendo DS.